# Federico Guglielmo di Brandeburgo-Schwedt
Federico Guglielmo di Brandeburgo-Schwedt (Palazzo di Oranienbaum, 17 novembre 1700 – Castello di Wildenbruch, 4 marzo 1771) fu margravio di Brandeburgo-Schwedt dal 1711 fino alla sua morte.

## Biografia

### Infanzia e successione

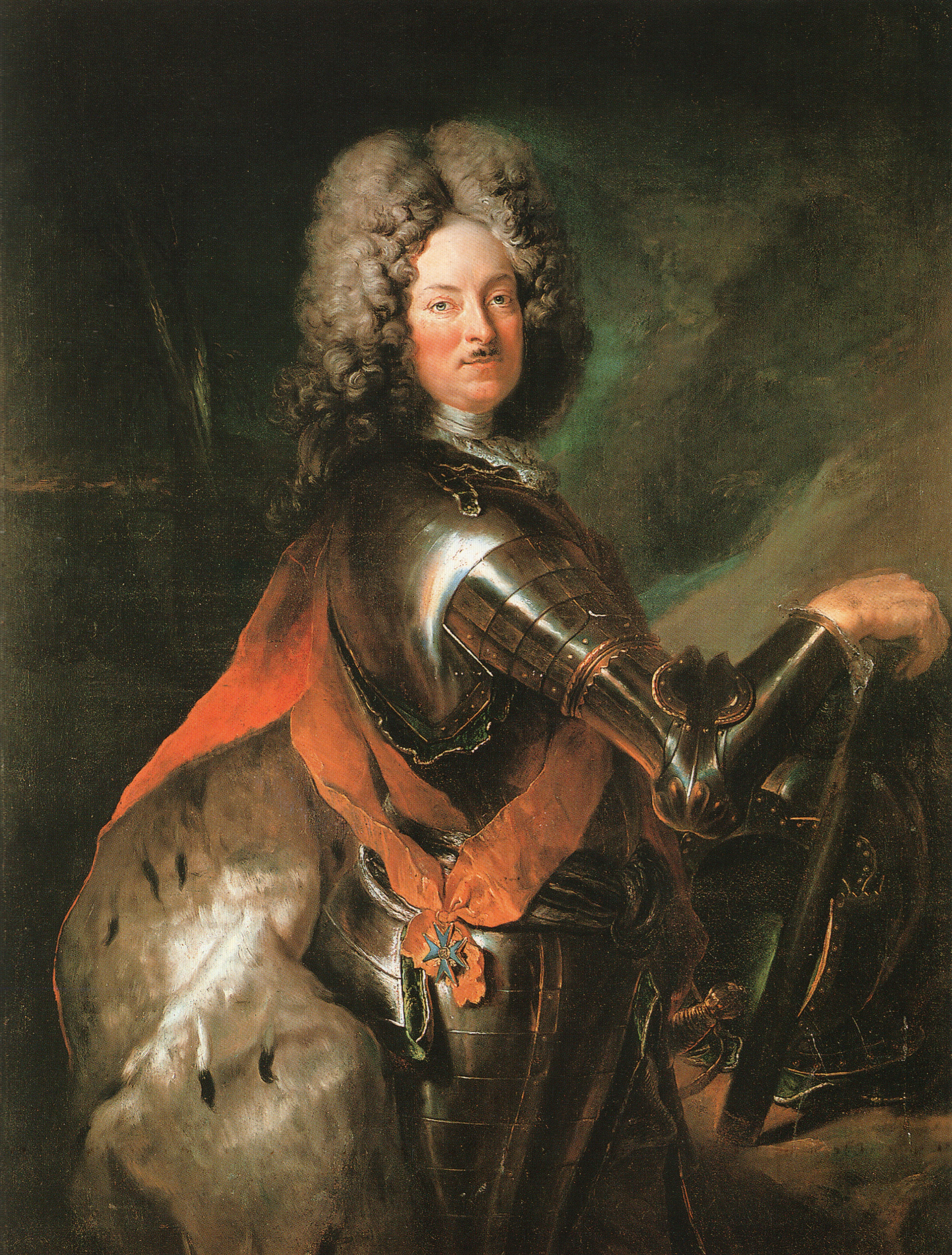
Filippo Guglielmo di Brandeburgo-Schwedt ritratto nel 1669

Federico era figlio di Filippo Guglielmo di Brandeburgo-Schwedt e della moglie Giovanna Carlotta di Anhalt-Dessau. Federico Guglielmo era conosciuto come un uomo brutale a causa del suo carattere irascibile, della sua severità e dei modi grossolani. Fu educato e cresciuto dallo zio, il re Federico I, e poi da suo cugino, il re Federico Guglielmo I. Il suo bastone era tanto temuto quanto quello del suo omonimo reale. Alla morte del padre, nel 1711, era ancora minorenne, pertanto venne posto sotto la tutela di Federico Guglielmo I di Prussia.

### Margravio di Brandeburgo-Schwedt

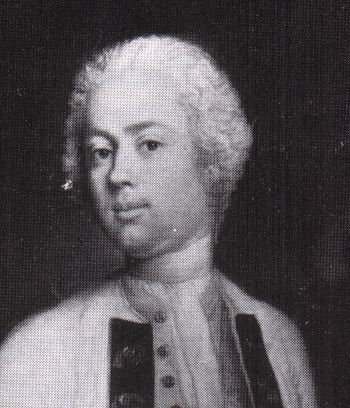
Federico, margravio di Brandeburgo-Schwedt

Durante il Grand Tour visitò Ginevra nel 1715 e l'Italia nel 1716. Il 15 giugno 1723 divenne un generale dell'esercito prussiano. Il 10 luglio 1737 fu nominato luogotenente generale. 
L'esistenza del ramo di Schwedt della dinastia degli Hohenzollern, discendenti dal padre di Federico I ed essendo "principi del sangue", rappresentavano una minaccia teorica per i re prussiani. Federico Guglielmo I cercò di neutralizzare questa minaccia mantenendo stretti rapporti con i suoi cugini. In seguito al raggiungimento dell'età adulta del margravio, il re era talmente intimorito da qualsiasi attività politica segreta da parte di suo cugino che inviò spie a Schwedt per scoprire chi incontravano Federico Guglielmo e suo fratello.
Era noto anche come il grande Margravio, questo a causa degli innumerevoli palazzi che fece costruire a Schwedt durante il suo regno. In contrasto con la politica di suo padre, Federico II cercò di prendere le distanze dai suoi cugini Schwedt, umiliandoli in ogni occasione. Li rese sgraditi alla sua corte, minacciando l'autorità del margravio nei suoi stessi domini incoraggiando denunce e azioni legali da parte dei suoi inquilini e dei vicini e, più efficacemente, ha marginalizzato la posizione dei fratelli Schwedt all'interno dell'esercito prussiano. Il margravio Federico Guglielmo fu rimosso dal comando nell'esercito, una denigrazione che il re estese anche ai suoi fratelli.

### Matrimonio

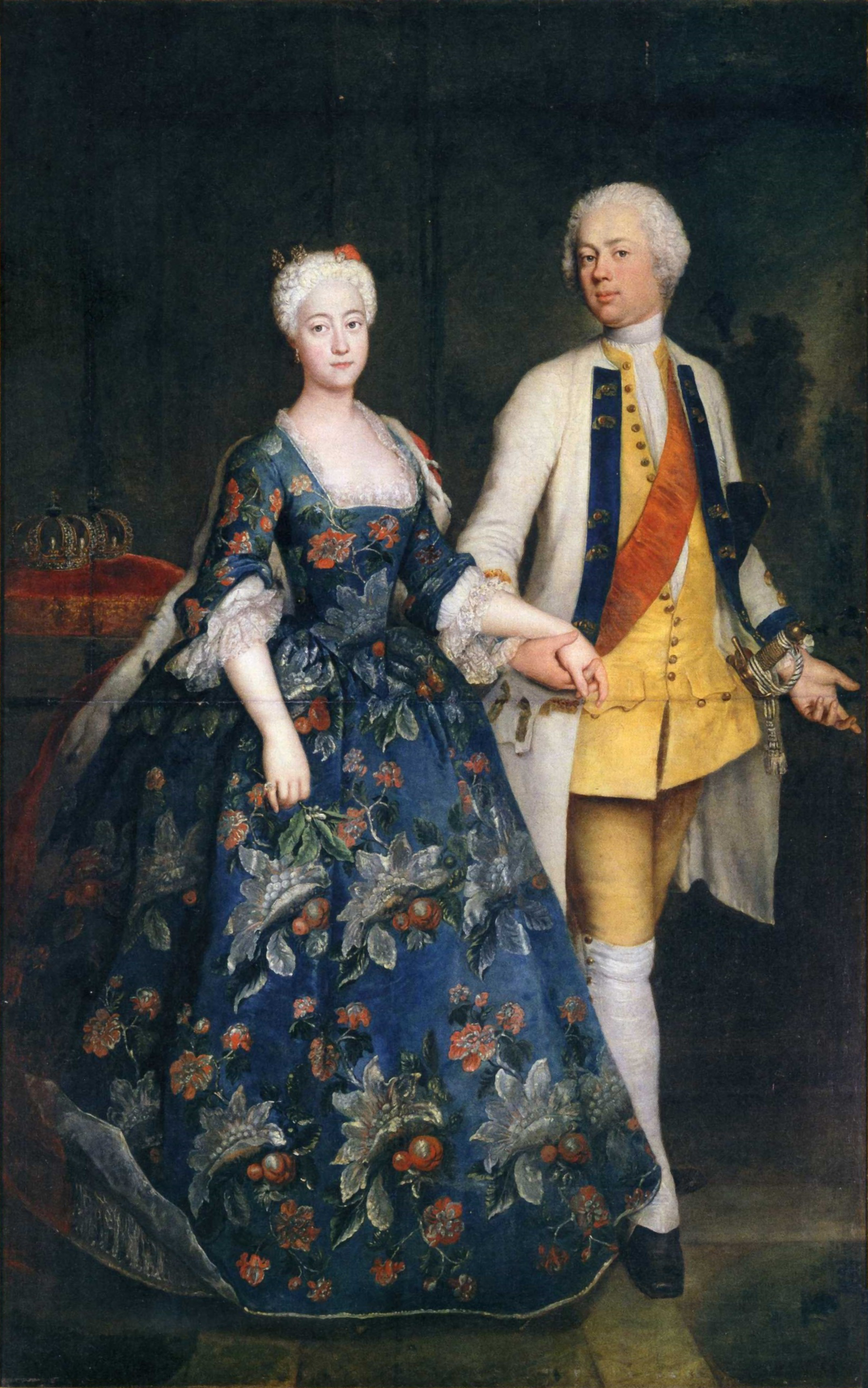
Federico Guglielmo con sua moglie, Sofia Dorotea di Prussia, dipinto di Antoine Pesne

Federico sposò nel 1734 Sofia Dorotea di Prussia, figlia di Federico Guglielmo I di Prussia. Il matrimonio venne concordato su espressa volontà del re Federico Guglielmo contro il volere di sua figlia. 
Ebbe un figlio illegittimo: Georg Wilhelm von Jägersfeld (1725-1797).
Non fu un'unione felice. Sofia fuggì spesso a protezione del fratello, il re Federico. Quest'ultimo non si fermò alle ammonizioni amichevoli, ma mandò il generale Meir a Schwedt con autorità illimitata di proteggere la margravina dal marito. Alla fine vissero in luoghi separati: Sofia nel castello di Montplaisir e Federico Guglielmo nel castello di Schwedt.

### Morte

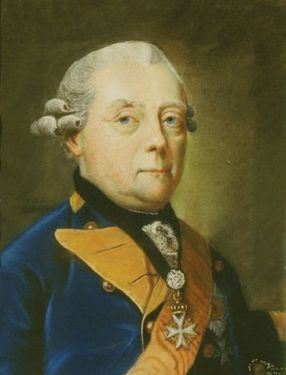
Federico Enrico di Brandeburgo-Schwedt

Federico Guglielmo morì il 4 marzo 1771 a Wildenbruch. 
Morto senza eredi, gli successe il fratello Federico Enrico.

## Discendenza
Dal matrimonio tra Federico e Sofia Dorotea di Prussia nacquero cinque figli:
- Federica Dorotea Sofia (1736-1798), sposò Federico II Eugenio di Württemberg;
- Anna Elisabetta Luisa (1738-1820), sposò il cugino Principe Augusto Ferdinando di Prussia;
- Giorgio Filippo (1741-1742);
- Filippina Augusta Amalia (1745-1800), sposò Federico II d'Assia-Kassel;
- Giorgio Filippo Guglielmo (1749-1751).

## Ascendenza
|                                                              |                                        |                                                         | Genitori                                      |  |  | Nonni |  |  | Bisnonni                            |  |  | Trisnonni                              |  |
|                                                              |                                        |                                                         |                                               |  |  |       |  |  | 8. Giorgio Guglielmo di Brandeburgo |  |  | 16. Giovanni Sigismondo di Brandeburgo |  |
|                                                              |                                        |                                                         |                                               |  |  |       |  |  | 8. Giorgio Guglielmo di Brandeburgo |  |  | 16. Giovanni Sigismondo di Brandeburgo |  |
|                                                              |                                        | 17. Anna di Prussia                                     |                                               |  |  |       |  |  | 8. Giorgio Guglielmo di Brandeburgo |  |  |                                        |  |
| 4. Federico Guglielmo I di Brandeburgo                       |                                        |                                                         |                                               |  |  |       |  |  | 8. Giorgio Guglielmo di Brandeburgo |  |  |                                        |  |
|                                                              |                                        | 9. Elisabetta Carlotta del Palatinato-Simmern           | 18. Federico IV del Palatinato                |  |  |       |  |  |                                     |  |  |                                        |  |
|                                                              |                                        | 9. Elisabetta Carlotta del Palatinato-Simmern           | 18. Federico IV del Palatinato                |  |  |       |  |  |                                     |  |  |                                        |  |
|                                                              |                                        | 9. Elisabetta Carlotta del Palatinato-Simmern           | 19. Luisa Giuliana di Nassau                  |  |  |       |  |  |                                     |  |  |                                        |  |
| 2. Filippo Guglielmo di Brandeburgo-Schwedt                  |                                        | 9. Elisabetta Carlotta del Palatinato-Simmern           |                                               |  |  |       |  |  |                                     |  |  |                                        |  |
|                                                              |                                        | 10. Filippo di Schleswig-Holstein-Sonderburg-Glücksburg | 20. Giovanni di Schleswig-Holstein-Sonderburg |  |  |       |  |  |                                     |  |  |                                        |  |
|                                                              |                                        | 10. Filippo di Schleswig-Holstein-Sonderburg-Glücksburg | 20. Giovanni di Schleswig-Holstein-Sonderburg |  |  |       |  |  |                                     |  |  |                                        |  |
|                                                              |                                        | 10. Filippo di Schleswig-Holstein-Sonderburg-Glücksburg | 21. Elisabetta di Brunswick-Grubenhagen       |  |  |       |  |  |                                     |  |  |                                        |  |
| 5. Sofia Dorotea di Schleswig-Holstein-Sonderburg-Glücksburg |                                        | 10. Filippo di Schleswig-Holstein-Sonderburg-Glücksburg |                                               |  |  |       |  |  |                                     |  |  |                                        |  |
|                                                              |                                        | 11. Sofia Edvige di Sassonia-Lauenburg                  | 22. Francesco II di Sassonia-Lauenburg        |  |  |       |  |  |                                     |  |  |                                        |  |
|                                                              |                                        | 11. Sofia Edvige di Sassonia-Lauenburg                  | 22. Francesco II di Sassonia-Lauenburg        |  |  |       |  |  |                                     |  |  |                                        |  |
|                                                              |                                        | 11. Sofia Edvige di Sassonia-Lauenburg                  | 23. Maria di Brunswick-Lüneburg               |  |  |       |  |  |                                     |  |  |                                        |  |
| 1. Federico Guglielmo di Brandeburgo-Schwedt                 |                                        | 11. Sofia Edvige di Sassonia-Lauenburg                  |                                               |  |  |       |  |  |                                     |  |  |                                        |  |
|                                                              | 12. Giovanni Casimiro di Anhalt-Dessau | 24. Giovanni Giorgio I di Anhalt-Dessau                 |                                               |  |  |       |  |  |                                     |  |  |                                        |  |
|                                                              | 12. Giovanni Casimiro di Anhalt-Dessau | 24. Giovanni Giorgio I di Anhalt-Dessau                 |                                               |  |  |       |  |  |                                     |  |  |                                        |  |
|                                                              | 12. Giovanni Casimiro di Anhalt-Dessau | 25. Dorotea del Palatinato-Simmern                      |                                               |  |  |       |  |  |                                     |  |  |                                        |  |
| 6. Giovanni Giorgio II di Anhalt-Dessau                      | 12. Giovanni Casimiro di Anhalt-Dessau |                                                         |                                               |  |  |       |  |  |                                     |  |  |                                        |  |
|                                                              |                                        | 13. Agnese d'Assia-Kassel                               | 26. Maurizio d'Assia-Kassel                   |  |  |       |  |  |                                     |  |  |                                        |  |
|                                                              |                                        | 13. Agnese d'Assia-Kassel                               | 26. Maurizio d'Assia-Kassel                   |  |  |       |  |  |                                     |  |  |                                        |  |
|                                                              |                                        | 13. Agnese d'Assia-Kassel                               | 27. Giuliana di Nassau-Dillenburg             |  |  |       |  |  |                                     |  |  |                                        |  |
| 3. Giovanna Carlotta di Anhalt-Dessau                        |                                        | 13. Agnese d'Assia-Kassel                               |                                               |  |  |       |  |  |                                     |  |  |                                        |  |
|                                                              |                                        | 14. Federico Enrico d'Orange                            | 28. Guglielmo I d'Orange                      |  |  |       |  |  |                                     |  |  |                                        |  |
|                                                              |                                        | 14. Federico Enrico d'Orange                            | 28. Guglielmo I d'Orange                      |  |  |       |  |  |                                     |  |  |                                        |  |
|                                                              |                                        | 14. Federico Enrico d'Orange                            | 29. Luisa de Coligny                          |  |  |       |  |  |                                     |  |  |                                        |  |
| 7. Enrichetta Caterina d'Orange                              |                                        | 14. Federico Enrico d'Orange                            |                                               |  |  |       |  |  |                                     |  |  |                                        |  |
|                                                              |                                        | 15. Amalia di Solms-Braunfels                           | 30. Giovanni Alberto I di Solms-Braunfels     |  |  |       |  |  |                                     |  |  |                                        |  |
|                                                              |                                        | 15. Amalia di Solms-Braunfels                           | 30. Giovanni Alberto I di Solms-Braunfels     |  |  |       |  |  |                                     |  |  |                                        |  |
|                                                              |                                        | 15. Amalia di Solms-Braunfels                           | 31. Agnese di Sayn-Wittgenstein               |  |  |       |  |  |                                     |  |  |                                        |  |
|                                                              |                                        | 15. Amalia di Solms-Braunfels                           |                                               |  |  |       |  |  |                                     |  |  |                                        |  |